# Stazione di Sulmona Introdacqua
Stazione di Sulmona Introdacqua vasútállomás Olaszországban, Sulmona településen.

## Vasútvonalak
Az állomást az alábbi vasútvonalak érintik:
- Sulmona–Carpinone-vasútvonal

## Kapcsolódó állomások
A vasútállomáshoz az alábbi állomások vannak a legközelebb:
- Stazione di Sulmona
- Vallelarga railway halt